# Kołomyja (Podlachië)
Kołomyja is een dorp in de Poolse woiwodschap Podlachië. De plaats maakt deel uit van de gemeente Rutki.